# Lafayette (Indiana)
Lafayette is een plaats (city) in de Amerikaanse staat Indiana, en valt bestuurlijk gezien onder Tippecanoe County.

## Demografie
Bij de volkstelling in 2000 werd het aantal inwoners vastgesteld op 56.397.
In 2006 is het aantal inwoners door het United States Census Bureau geschat op 61.244, een stijging van 4847 (8,6%).

## Geografie
Volgens het United States Census Bureau beslaat de plaats een oppervlakte van
76,33 km², geheel bestaande uit land.

## Plaatsen in de nabije omgeving
De onderstaande figuur toont nabijgelegen plaatsen in een straal van 20 km rond Lafayette.

## Geboren
- Ray Ewry (1873-1937), atleet
- Sydney Pollack (1934-2008), filmregisseur, -producent en -acteur
- Donald Williams (1942-2016), astronaut
- Annie Corley (1952), actrice
- Axl Rose (1962), zanger van Guns N' Roses
- Izzy Stradlin (1962), originele gitarist en mede-oprichter van Guns N' Roses
- Embeth Davidtz (1965), actrice
- Shannon Hoon (1967-1995), zanger van Blind Melon